# Тургенєво (Владимирська область)
Тургенєво (рос. Тургенево) — присілок у Мелєнковському районі Владимирської області Російської Федерації.
Входить до складу муніципального утворення Тургенєвське сільське поселення. Населення становить 1150 осіб (2010).

## Історія
Присілок розташований на землях фіно-угорського народу мещери.
Від 10 квітня 1929 року належить до Мелєнковського району, утвореного спочатку у складі Івановської промислової області, а відтак від 14 серпня 1944 року у складі новоутвореної Владимирської області.
Згідно із законом від 11 травня 2005 року входить до складу муніципального утворення Тургенєвське сільське поселення.

## Населення
| 1859 | 1897 | 1905 | 1926  | 2002  | 2010  |
| ---- | ---- | ---- | ----- | ----- | ----- |
| 533  | ↗672 | ↗833 | ↗1111 | ↗1160 | ↘1150 |